# Rotava
Rotava (Duits: Rothau) is een stad en gemeente in de Tsjechische regio Karlsbad. De gemeente ligt op 568 meter hoogte, in het Ertsgebergte.
Naast de stad Rotava liggen ook de dorpen Smolná, Anenské Údoli, Horní Rotava, Dolní Rotava, Nová Plzeň en Rozcestí binnen de gemeente. In het uiterste westen van de gemeente ligt de spoorlijn van Sokolov naar Kraslice, waaraan het station Rotava ligt.

## Geschiedenis
Na de vondst van ijzererts in het zuidwesten van het Ertsgeberte ontstond in 1543 een nederzetting voor de mijnwerkers. Het dorp was in bezit van de familie Schlick. In het jaar 1628 werd het gekocht door de graven van Nostitz, die het tot 1850 in bezit zouden hebben. Aan het begin lag Rotava afgelegen, maar met de bouw van een nieuwe weg kwam Rotava aan een belangrijke handelsroute van Erfurt naar Praag te liggen. Vanaf de 17e eeuw ging het dorp zich ontwikkelen tot een van de belangrijkste tinproducten in Europa. Het dorp Winckelaw werd nu een stadsdeel van Rotava en ging Horní Rotava heten.
In 1925 werd de stadskerk gebouwd.
Tijdens de Tweede Wereldoorlog lag Rotava in het Duitse Rijk. De fabrieken in Rotava werden nu gebruikt voor de wapenproductie.
In 1965 kreeg Rotava stadsrechten.
Březová · Bublava · Bukovany · Chlum Svaté Maří · Chodov · Citice · Dasnice · Dolní Nivy · Dolní Rychnov · Habartov · Horní Slavkov · Jindřichovice · Josefov · Kaceřov · Krajková · Královské Poříčí · Kraslice · Krásno · Kynšperk nad Ohří · Libavské Údolí · Loket · Lomnice · Nová Ves · Nové Sedlo · Oloví · Přebuz · Rotava · Rovná · Staré Sedlo · Stříbrná · Svatava · Šabina · Šindelová · Sokolov · Tatrovice · Těšovice · Vintířov · Vřesová